# Henrik Franzl
Henrik Franzl, slovenski industrialec, * 24. april 1859, Ljubljana, Avstrijsko cesarstvo, † 3. julij 1917, Ljubljana, Avstro-Ogrska.

## Življenje
Henrik Franzl  se je rodil 1859 v Ljubljani. Naprej se je ukvarjal s trgovino, nato se je preselil na posestvo Dolsko pri Ljubljani, saj je bil velik ljubitelj narave. Leta 1888 je kupil prvi pletilni stroj na Kranjskem in začel s proizvodnjo. Zaradi širitve proizvodnje, se je  1898 s svojim podjetjem preselil v Ljubljano. Ukvarjal se je tudi z rejo perutnine in varstvom okolja. Umrl je 3. julija 1917 v Ljubljani.